# Die herrschende Klasse
Die herrschende Klasse (italienisch Elementi di scienza politica) ist das literarische Hauptwerk des italienischen Politikwissenschaftlers Gaetano Mosca. Die 1895 erschienene Schrift gilt als bedeutendes Werk der Politiksoziologie und begründete die klassische Elitesoziologie. Mosca will mit dem Buch zeigen, dass jede Gesellschaft von einer Minderheit beherrscht wird und Demokratie im Sinne einer direkten Herrschaft des Volkes prinzipiell nicht möglich ist.

## Inhalt
Moscas Buch ist in 17 Kapitel untergliedert, wovon die ersten elf ein in sich geschlossenes Werk darstellen, das 1895 erstmals publiziert wurde. Hierin legt der Autor die Grundzüge seiner Gesellschaftstheorie dar, wie er sie auch schon in seinem Vorwerk, der Sulla teorica dei governi e sul governo parlamentare (1884), skizzierte. Die übrigen sechs Kapitel, hier Kapitel 12 bis 17, wurden erst 1923 mitveröffentlicht. Sie greifen die wichtigsten Aspekte der Urform nochmals auf, ergänzen und relativieren sie insbesondere aufgrund von Moscas Erfahrung mit dem Faschismus und seiner aus dieser resultierenden Neubewertung der repräsentativen Demokratie.
Das erste Kapitel stellt den politiktheoretischen Forschungs-Ansatz dar, das zweite den Kern seiner Herrschaftstheorie. In den folgenden neun Kapiteln (Kap. 3–11) analysiert Mosca Implikationen seiner im zweiten Abschnitt dargelegten Theorie.

### Kapitel 1: Die Wissenschaft von der Politik
Im ersten Kapitel begründet Mosca die Notwendigkeit einer politischen Wissenschaft. Die Erforschung von Herrschafts- und Sozialstrukturen erscheint insofern von großer Bedeutung, als das kulturelle Niveau einer Gesellschaft nicht in erster Linie auf natürliche Ursachen (wie etwa Topographie, Klima oder Rasse), sondern vielmehr auf soziale Kräfte (wie etwa Religionen, technischer Fortschritt, wirtschaftliche Organisationsformen) zurückgeführt werden kann. Um allgemeingültige Aussagen über den Zusammenhang von Herrschafts- und Sozialstruktur auf der einen Seite und kulturellem Niveau auf der anderen wissenschaftlich zu begründen, favorisiert Mosca eine historische Methode, die alle wesentlichen politischen Entwicklungen großer Zivilisationen in der Vergangenheit für eine empirische Verifikation der theoretischen Zusammenhänge heranzieht. Bei einem solchen Vorgehen darf sich ein Wissenschaftler nicht auf die Betrachtung kulturell homogener Zeitabschnitte beschränken, sondern sollte vielmehr unterschiedliche Perioden heranziehen, die eine von Kulturspezifitäten unverzerrte Bewertung politologischer Hypothesen ermöglichen.

### Kapitel 2: Die politische Klasse
Das zweite Kapitel enthält den zentralen Kern von Moscas Herrschaftstheorie. 
„Unter den beständigen Tatsachen und Tendenzen des Staatslebens liegt eine auf der Hand: In allen Gesellschaften, von den primitivsten im Aufgang der Zivilisation bis zu den fortgeschrittensten und mächtigsten, gibt es zwei Klassen, eine, die herrscht, und eine, die beherrscht wird. Die erste ist immer die weniger zahlreiche, sie [...] monopolisiert die Macht und genießt deren Vorteile, während die zweite, zahlreichere Klasse von der ersten befehligt und geleitet wird.“
Ausgehend von der Annahme, dass gesellschaftlicher Zusammenhalt nur durch organisierte Herrschaft möglich ist und nur Minderheiten sich organisieren können, muss in jeder Gesellschaft eine Minderheit die Mehrheit einer Bevölkerung regieren. Die Organisationsfähigkeit dieser ‚politischen Klasse’ führt Mosca auf ihre materielle, intellektuelle und moralische Überlegenheit zurück, welche ihre Angehörigen kraft natürlicher Begabung oder Abstammung aufweisen. Politik besteht aus dem Versuch der Herrschenden, ihre Macht zu erhalten, indem sie ihren Einfluss erblich machen und dabei in Konflikt mit aufstiegswilligen Individuen aus der Masse geraten, denen der Aufstieg unter günstigen Bedingungen gelingt, etwa beim Aufkommen neuer Ideale und Interessen in der Bevölkerung, welche die Überlegenheit der bisherigen politische Klasse untergraben. 
„Man könnte die gesamte Geschichte der Kulturmenschheit auf den Konflikt zwischen dem Bestreben der Herrschenden nach Monopolisierung und Vererbung der politischen Macht und dem Bestreben neuer Kräfte nach einer Änderung der Machtverhältnisse erklären.“
Mosca betont, dass Machtkämpfe zwar die Zusammensetzung der herrschenden Klasse ändern können, niemals jedoch zur Abschaffung der Minderheitenherrschaft führen.

### Kapitel 3: Feudale und bürokratische Systeme
Im Vordergrund des dritten Kapitels stehen die Legitimation der Minderheitenherrschaft sowie die Differenzierung staatlicher Systeme. Die moralische Überlegenheit, mit der sich die Herrschaft einer kleinen Elite gegenüber der Masse rechtfertigen lässt, wird laut Mosca durch eine politische Formel gewährleistet. Diese enthält gesellschaftlich anerkannte Lehren und Glaubenssätze, welche die Macht der gegenwärtig Regierenden jedem Mitglied der Gesellschaft gerechtfertigt erscheinen lässt und zudem der Befriedigung des psychischen Bedürfnisses der Masse nach legitimer Beherrschung dient. „Keine politische Klasse“, urteilt Gaetano Mosca, „wie immer sie auch zusammengesetzt sei, wird unverblümt sagen, dass sie herrscht, weil [...] ihre Mitglieder dazu am geeignetsten seien. Sie wird vielmehr stets versuchen, ihre Macht durch eine Abstraktion zu rechtfertigen.“
Aufgrund der dichotomen Struktur jeder Gesellschaft erscheint die Einteilung von Staaten nach der Zahl der Herrschenden (wie etwa bei Aristoteles in Monarchie, Aristokratie und Demokratie) obsolet, weil diese nur die oberflächlichen Erscheinungsbilder politischer Herrschaft kategorisiert, ohne den jeder Herrschaftsform immanenten oligarchischen Kern zu berücksichtigen. Mosca schlägt daher eine Typologie in Abhängigkeit von der dem jeweiligen Staat inhärenten politischen Stabilität und dem zu erwartenden kulturellen Niveau vor. Staaten, in denen die Mitglieder der politischen Klasse keine funktionale Arbeitsteilung aufweisen, sondern alle ökonomischen, juristischen, administrativen und militärischen Kompetenzen auf sich vereinigen, bezeichnet Mosca als feudal. Wegen der hohen Belastung der Herrschenden mit politischen Entscheidungen auf allen Fachgebieten zeichnen sich feudale Staaten häufig durch politische Delegation aus, die eine regionale Zersplitterung großer Reiche und konfliktreiche Sezessionsbestrebungen mächtiger Regionaleliten zur Folge haben können. Der feudale Staat ist damit politisch instabil und typisch für Phasen kulturellen Verfalls. Der gegenteilige Idealtyp ist der bürokratische Staat. Er zeichnet sich durch einen hohen Grad an funktionaler Arbeitsteilung und die Professionalisierung politischer Funktionen aus. Zudem ist die Herrschaft in einem bürokratischen Staat zentralisiert und damit zumeist stabil. Mosca betont, dass durch die Gewaltenteilung des bürokratischen Staates dessen Herrschaft effektiver und weniger willkürlich ist als die des feudalen. Bürokratische Staaten sind typisch für Phasen kultureller Blüte. Ihr Verfall und der Übergang in den Feudalismus gehen meist mit einer überbordenden Bürokratisierung des Wirtschaftslebens einher, welche die ökonomischen Produktivkräfte erstickt.

### Kapitel 4: Politische Klasse und Kultur
Im vierten Kapitel rückt Mosca die Kultur ins Zentrum der Betrachtung. Mit dieser bezeichnet er die spezifischen Lebensäußerungen der Menschen. Menschen tendieren dazu, sich unter einer gemeinsamen Herrschaft zusammenzuschließen und bringen dabei eine politische Klasse hervor. Für die Gesellschaft ist es wichtig kulturell homogen zu bleiben, weil sonst die Führer der jeweiligen Kultur versuchen, die politische Macht für sich und ihre Kultur zu monopolisieren. Entfremdet sich die politische Klasse durch soziale Isolation kulturell von der Masse, untergräbt dies die Legitimität ihrer Herrschaft, weil es den Untergebenen nicht möglich ist, sich mit der Elite kulturell zu identifizieren. Diese Entfremdung zerstört die Fähigkeit der politischen Klasse, mit Krisen umzugehen und provoziert die Bildung von Gegeneliten, die sich aus der Masse rekrutieren, ihr kulturell näherstehen und die herrschende Klasse bei der ersten Gelegenheit ersetzen.

### Kapitel 5: Der Rechtsschutz
Die Rolle der Moral für eine Gesellschaft und deren politische Klasse wird im fünften Kapitel thematisiert. Die Moral einer Gesellschaft, die ihren Ausdruck in der Qualität kodifizierter Rechtsnormen und implizit gültiger Werte findet, dient nach Mosca der Kontrolle destruktiver menschlicher Triebe und ist für ihn damit ein besonderer Ausdruck für das Zusammengehörigkeitsgefühl eines Kulturvolkes. Ihr Niveau hängt maßgeblich von der politischen Klasse ab, weil bei amoralischen Führungsschichten die Verachtung von Sitten und Gesetzen schnell auf den gesamten Staatsapparat übergreift und letztlich die gesamte Gesellschaft erfasst. Die moralische „Überlegenheit“ einer Elite bietet in diesem Fall keine sinnvolle Richtgröße mehr für den sozialen Umgang und untergräbt damit die politische Formel. Aus dem Mangel an rechtlicher Sicherheit resultiert die Einschränkung der persönlichen Freiheit in einer Gesellschaft, wodurch die kulturelle Entwicklung gehemmt und durch die Aushöhlung der politischen Formel auch die staatliche Stabilität gefährdet wird. Die Angehörigen der politischen Klasse stehen damit in einem Zwiespalt, weil die Beachtung der gesellschaftlichen Moralcodices nicht der Anwendung notwendiger Mittel zur Machterhaltung und damit wiederum der politischen Stabilität im Wege stehen darf. Mosca betont schließlich, dass eine echte Moral auf der Trennung von weltlicher und religiöser Gewalt angewiesen ist, weil es keine unantastbaren Dogmen geben darf, ihre kritische Infragestellung darf nicht verhindert werden.

### Kapitel 6: Das Wahlrecht und die sozialen Kräfte
Die Wahlen
Moscas Einsicht von der dichotomen Struktur jeder Gesellschaft schlägt sich im sechsten Kapitel in einer Kritik gegenüber der repräsentativen Demokratie nieder. Da Wahlberechtigte in einem Repräsentativsystem nicht einen beliebigen Kandidaten wählen können, sondern nur zwischen den Kandidaten auswählen dürfen, die von der eigentlich herrschenden Minderheit nominiert wurden, wird die Demokratie im Sinne einer „Herrschaft des Volkes“ zur Farce. Immerhin fördert die öffentliche Diskussion bei Wahlen die Kritikfähigkeit der Masse, insbesondere bei Volksabstimmungen zu konkreten Fragen. Der Einfluss professioneller Propagandisten kann diese Kritikfähigkeit jedoch unterlaufen. Das Repräsentativsystem bietet mächtigen Gruppen („sozialen Kräften“) die Möglichkeit, sich durch die Nominierung von Kandidaten und Propaganda politischen Einfluss zu verschaffen. Eine besondere Gefahr sieht Mosca in der repräsentativen Demokratie, weil der Wettbewerb um Stimmen dazu führt, dass deren Kandidaten stets die Wünsche der Wähler zu erfüllen suchen und dabei unpopuläre, aber notwendige Maßnahmen meiden. Die Folge ist eine inkonsistente Politik, welche die Lösung echter Probleme ignoriert und damit die politische Stabilität aufs Spiel setzt.
Der Staat und die Beamtenschaft
Im gleichen Kapitel setzt sich Mosca mit dem Staat auseinander und differenziert dabei seinen Begriff von der politischen Klasse. Als Staat bezeichnet Mosca die Organisation der sozialen Kräfte von politischer Bedeutung. Die Beamtenschaft erscheint hierbei als funktionale Subelite im Dienste der politischen Klasse. Das kulturelle Niveau einer Gesellschaft hängt wesentlich vom intellektuellen und moralischen Niveau dieser Funktionselite ab. Allerdings darf sie sich nicht übermäßig in das Wirtschaftsleben einmischen, womit Mosca bei sonst positiver Bewertung des politischen Zentralismus jeglichen Eingriff in die Wirtschaft oder gar die Verstaatlichung der Ökonomie eines Landes strikt ablehnt. Er gesteht zwar zu, dass auch die Wirtschaftsführer Teil der Elite sind, allerdings als Resultat eines freien Wettbewerbs und damit aufgrund ökonomischer Kompetenz. Ihre Position lässt sich nicht durch ernannte Beamte ersetzen, weil diese keinen vergleichbaren Leistungsanreizen ausgesetzt sind.

### Kapitel 7: Kirchen, Parteien, Sekten
Im siebten Kapitel thematisiert Mosca die Entstehung und Struktur einer politischen Klasse. Neuen Eliten geht historisch gesehen meist eine charismatische Führerpersönlichkeit mit eigener Ideologie voraus, die ihre Überzeugung für die Masse einer Gesellschaft glaubhaft vermitteln kann. Das geistige Gedankengut und damit die politische Formel eines Ideologen kann die Herrscherelite über dessen Tod hinaus nur durch eine Schule im Sinne der Fortentwicklung eines Paradigmas erhalten, welche eine inhaltliche und sprachliche Anpassung an die jeweilige Zeit sicherstellt.
Im Anfangsstadium wächst der leitende Kern einer politischen Klasse meist durch Kooptation, weil so notwendige Kompetenzen hinzukommen, ohne die innere Stabilität der Elite zu gefährden. Bestenfalls besteht diese aus heterogenen Charakteren, die für jedes Problem Lösungskompetenzen und zu jeder Zeit einen energischen Willen zur Macht besitzen („Theorie von der Legierung edlen und unedlen Metalls“). Im Verlauf ihrer Existenz und der zunehmenden Machtmonopolisierung beschränkt sich die Elitenrekrutierung dann zunehmend auf das Kriterium der Abstammung.

### Kapitel 8: Revolutionen
Im achten Kapitel zeigt Mosca an historischen Beispielen, dass Revolutionen stets einer neuen Elite dienen, Macht zu erlangen. Zugleich besteht in revolutionären Zeiten immer die Gefahr der Anarchie, weil die Profiteure der Umwälzung kein Interesse haben, zum Frieden zurückzukehren. Eine besondere Rolle spielt bei Revolutionen in bürokratischen Staaten die funktionale Subelite: Verfügt ein Staatswesen über eine gehorsame und von der politischen Klasse administrativ unabhängig operierende Beamtenschaft, liegt für Revolutionäre ein besonderer Anreiz zum Umsturz vor, weil die wichtigsten Staatsgeschäfte zumindest kurzfristig auch im revolutionären Chaos weitergeführt würden.

### Kapitel 9: Die stehenden Heere
Die Möglichkeit der Revolution in Zeiten moderner Armeen schränkt Mosca ein, weil diese bei strikter Führung in seinen Augen jeden Aufstand niederschlagen können. Die Rolle der stehenden Heere untersucht Mosca im neunten Kapitel genauer. Während in einer wirtschaftlich unterentwickelten Gesellschaft alle Männer zu Kriegern werden und in einem Feudalstaat die zentrale Instanz häufig mit Hilfe von unzuverlässigen und damit auch für sie gefährlichen Söldnerheeren Sezessionsbestrebungen zu unterdrücken versucht, ist das stehende Heer typisch für bürokratische Staaten. Das Gleichgewicht zwischen dem Staatswesen sowie der Führung des stehenden Heeres wird dadurch ermöglicht, dass die Offiziere Teil der politischen Klasse sind und Abkömmlinge der Masse nur schwer Zugang in die höheren Ränge erhalten. Deren Karrierechance beschränkt sich auch in der Armee weitgehend auf die Positionen der funktionalen Subelite (etwa Offiziere unterhalb des Generalsrangs). Zudem dient eine zielbewusste Erziehung zu patriotischer Treue diesem Gleichgewicht. Für die Kontrolle eines stehenden Heeres erscheint es schließlich notwendig, seine Teileinheiten nicht zu sehr aufzusplittern, sondern die Arbeitsteilung im Militär vielmehr zu begrenzen und seine Macht bei Mitgliedern der politischen Klasse zu konzentrieren.

### Kapitel 10: Der Parlamentarismus
Im zehnten Kapitel kritisiert und verteidigt Mosca das parlamentarische System. Dieses stellt wie jede Herrschaftsform nur das Regiment einer Elite dar, wobei die Abgeordneten Nominierte der politischen Klasse sind. Besondere Kennzeichen des Parlamentarismus sind langsame Entscheidungen, ein überproportionaler Einfluss Reicher in der Politik und die ständige Einmischung der Abgeordneten in Rechtsprechung, Verwaltung und Verteilung. Trotz all dieser Nachteile ist der Parlamentarismus als Regierungssystem anderen gegenüber vorzuziehen, weil an seine Stelle nur Formen des Absolutismus träten. Diese würden als „rein bürokratische“ Systeme alle die Zentralgewalt kontrollierenden Kräfte ausschalten und so zu Willkür und Unfreiheit führen. Die von Mosca favorisierte Staatsform enthält eine gewählte Regierung, deren Mitglieder finanziell unabhängig sind, moralisch entscheiden und von einem unabhängigen Richterstand kontrolliert werden.

### Kapitel 11: Der Kollektivismus
Mit dem elften Kapitel schließt Mosca den älteren Teil seiner Theorie der herrschenden Klasse ab. Hierin kritisiert er Bestrebungen nach einer egalitären Gesellschaft, weil das politische und ökonomische Erfolgsstreben des Menschen stets zur Ungleichheit führt und damit soziale Gleichheit von vornherein ausschließt. Der Kollektivismus, welcher zur Beseitigung politischer und als Voraussetzung dafür wirtschaftlicher Ungleichheit Produktion und Verteilung verstaatlichen möchte, kann nur in einer totalitären Herrschaft der für die Zentralverwaltung zuständigen Beamten münden. Aufgrund der enormen Energie, die für eine völlige Bürokratisierung des gesellschaftlichen Lebens bzw. für eine Organisierung der natürlicherweise nicht organisierten Masse notwendig wäre, droht durch eine kollektivistische Herrschaft neben der Diktatur weniger Beamter auch der wirtschaftliche Ruin. Mosca vermutet, dass der ökonomische Untergang eines bürokratischen Staates durch Verteilungskämpfe mächtiger Gruppe wieder zu einem feudalen Staatswesen führt.

### Kapitel 12: Theorie der politischen Klasse
Mosca wiederholt und ergänzt die Grundzüge der Herrschaftstheorie ab dem zwölften Kapitel. Er unterstreicht, dass in allen Staatsformen, also auch in der Demokratie, stets eine Herrschaft Gebildeter und Besitzender besteht. Ihr Einfluss wird allerdings durch das allgemeine Wahlrecht eingeschränkt, was eine kritische Auseinandersetzung der Bevölkerung mit politischen Sachverhalten hervorruft. Die politische Stärke der herrschenden Klasse hängt von ihrer Anpassungsfähigkeit an neue Gegebenheiten ab, wozu auch die Rekrutierung fähiger Mitglieder aus der Masse gehört. Mosca ergänzt, dass es für das Gleichgewicht zwischen Elite und Masse wesentlich auf die Mittelschicht ankommt. In seinen Augen erscheint diese als Garant für eine friedliche Gesellschaft, weil sie nicht wie die Masse der Proletarier leicht aufzuwiegeln ist und als zuverlässige Rekrutierungsbasis für die Verwaltungsfunktionen eines Staates zur Verfügung steht.

### Kapitel 13: Typen der Herrschaft
Die Typologie der Staatsformen aus dem dritten Kapitel entwickelt Mosca im dreizehnten Kapitel (Typen der Herrschaft) weiter. Er betont darin, dass Untergebene in einem Feudalstaat zumeist den Regionalfürsten ergeben sind, womit es diesen leicht fällt, ihren Landesteil von der Zentralgewalt zu trennen. Mosca begründet zudem historisch, dass in allen Staatsformen Leistung und Herkunft als Auswahlkriterien für die Elite miteinander konkurrieren. Während die Leistungsfähigkeit das notwendige Kriterium für eine Herrschaft ist, stellt die Abstammung zumeist das von der herrschenden Klasse gewünschte Kriterium dar.

### Kapitel 14: Die Entwicklung der Herrschaftsformen
Der Übergang vom feudalen zum bürokratischen Staat bzw. der Prozess des Kulturverfalls wird von Mosca im vierzehnten Kapitel auf seine Ursachen untersucht. Aus seiner historischen Analyse, die sich primär auf das spätantike Rom bezieht, schließt Mosca, dass dem politischen Zusammenbruch ein moralischer Verfall vorausgeht. Eine Kultur „altert“, indem ihre einenden Werte und Normen verfallen und sich insbesondere die für staatliche Stabilität so wichtige Mittelschicht auflöst. Diese Entwicklung bringt populäre Führer hervor, die sich – um den Massen zu gefallen – nach deren Bedürfnissen richten und nicht nach gesellschaftlichen Notwendigkeiten. Fühlt sich die politische Klasse nicht mehr dem Gemeinwohl verpflichtet und büßt ihren inneren Zusammenhalt ein, führt ein äußerer Anstoß zum Zusammenbruch. Der Versuch, mit verstärkten Staatseingriffen ins Wirtschaftsleben den Niedergang abzuwenden, kann diesen nur beschleunigen.
Auffälligerweise misst Mosca der wirtschaftlichen Entwicklung beim Übergang vom feudalen zum bürokratischen Staat keine Rolle bei. Während umgekehrt die institutionellen Rahmenbedingungen einer Ökonomie und insbesondere eine überbordende Bürokratisierung den Verfall eines bürokratischen Staates hin zum Feudalwesen bewirken können (vergleiche drittes Kapitel), hat die wirtschaftliche Entwicklung in Moscas Augen keinen nennenswerten Einfluss auf die Entstehung eines bürokratischen Staates. Den empirischen „Beweis“ hierzu sieht er in den politischen Fortschritten Mittel- und Westeuropas (insbesondere Englands) am Ende des Mittelalters, die sich durch keine vergleichbare Veränderung ihrer wirtschaftlichen Produktionsweise auszeichnen. Diese Geschichtsanalyse richtet sich gegen die Behauptungen des historischen Materialismus von Karl Marx und dessen Überbetonung der Bedeutung des wirtschaftlichen Fortschritts für die Entwicklung von Gesellschaften.

### Kapitel 15: Entstehung und Organisation der politischen Klasse
Liberales und autokratisches Prinzip
Um verschiedene Formen der Elitenherrschaft zu charakterisieren, prägt Mosca im fünfzehnten Kapitel die Begriffe liberales und autokratisches Prinzip. Hierunter versteht er zwei gegensätzliche Möglichkeiten, die Machtpositionen innerhalb der politischen Klasse zuzuordnen. Nach dem liberalen Prinzip erfolgt die Zuweisung vom unteren Teil der Gesellschaft her, der nicht zur politischen Klasse gehört. Im besten Fall handelt es sich dabei nach Mosca um die administrative Subelite, weil diese zum einen nicht selbst für die Herrscherpositionen kandidiert und zum anderen nicht die Gefühle der breiten Bevölkerungsmasse berücksichtigen muss, was sie für eine sachliche Wahl prädestiniert. Nach dem autokratischen Prinzip erfolgt die Vergabe der Machtpositionen durch einen Monarchen, also von der Spitze der Gesellschaft her. Historisch handelt es sich dabei meist um sehr arbeitsame und willensstarke Persönlichkeiten, die sich gegen Beeinflussungen aus der unteren Gesellschaftsschicht zu wehren verstehen.
Aristokratische und demokratische Tendenz
Darüber hinaus lassen sich politische Klassen durch das Bestreben der Herrschenden, ihre Macht erblich zu machen und sich damit gegen äußere Einflüsse zu wehren sowie die Bemühung aufstiegswilliger Angehöriger der Masse, diese Barriere zu durchbrechen, kategorisieren. Den erstgenannten Trend bezeichnet Mosca als aristokratische Tendenz, den letztgenannten als demokratische Tendenz. Jedes Übermaß einer dieser Entwicklungen schwächt die politische Klasse, weil ihr bei völliger Abschottung die nötige „Blutauffrischung“ in Form der Rekrutierung begabter und machtwilliger Individuen aus der Masse fehlt und sie bei totaler Öffnung ihre politische Fähigkeit durch den Zustrom machtwilliger, aber größtenteils unfähiger Individuen verliert. Mosca sieht die Stabilität der herrschenden Klasse gesichert, wenn durch ein langsames Eindringen fähiger Elemente aus der Unterschicht in die Oberschicht deren politische Qualität erhalten oder erhöht wird („Lehre von der goldenen Mitte“). Das liberale Prinzip und die demokratische Tendenz sowie das autokratische Prinzip und die aristokratische Tendenz treten geschichtlich nachweisbar häufig gemeinsam auf, sind aber zumindest theoretisch nicht aufeinander angewiesen.

### Kapitel 16: Herrschende Klasse und Individuum
Das sechzehnte Kapitel dient Mosca als nochmaliges Plädoyer zugunsten des Individualismus und gegen den Kollektivismus und den historischen Materialismus. Insbesondere verteidigt er das Privateigentum als wichtigen Leistungsanreiz und kritisiert die Theorie von der klassenlosen Gesellschaft, in der es weder ökonomische noch politische Unterschiede gibt. Mosca sieht die einzige Möglichkeit, soziale Zustände zu verbessern, in der Regentschaft einer politischen Klasse, welche ihre Zusammensetzung und ihre politische Formel den gesellschaftlichen Umständen bestmöglich anpasst, so den Zusammenhalt in einer Gesellschaft sicherstellt und damit die Voraussetzung für ein hohes kulturelles Niveau gewährleistet. Verweigert sich eine politische Klasse der allmählichen Neuaufnahme fähiger Mitglieder aus der Masse, büßt sie die Fähigkeit, sich dem Wandel der Zeit anzupassen und damit auch ihre Legitimationsgrundlage, nämlich die politische Formel, ein.

### Kapitel 17: Die Zukunft des Repräsentativsystems
Im abschließenden siebzehnten Kapitel (Die Zukunft des Repräsentativsystems) betont Mosca nochmals seine ablehnende Haltung gegenüber ökonomischen Egalisierungsbestrebungen. Gerade liberale Staaten führen zu einer „natürlichen Ungleichheit“, deren Beseitigung durch staatliche Eingriffe auch die Freiheit beseitigt. Daneben erwähnt Mosca auch eine „künstliche Ungleichheit“, die aus ererbtem Reichtum, der Erziehung und der Kultur bestimmter Milieus hervorgeht und gleichermaßen nicht durch staatliche Intervention abgeschafft werden kann. Eine Sozialpolitik, welche die schlimmste Armut durch Umverteilung vermindert, ist sinnvoll, solange sie finanzierbar bleibt und die Massen weniger gewaltsam macht. Mosca erscheint das moderne Repräsentativsystem zur Verteidigung von Freiheit und Moral gegen Kommunismus und Faschismus geeignet, weil durch die Gewaltenteilung eine gegenseitige Kontrolle aller wesentlichen Kräfte eines Staates möglich wird.

## Rezeption und Kritik
James Hans Meisel bezeichnet in seinem Buch „Der Mythus der herrschenden Klasse“ die Marx-Kritik von Gaetano Mosca als oberflächlich und „konstruiert“. Mosca versuche „… darzulegen, daß die Klassenkampftheorie nicht richtig sein könne, weil sie, zunächst einmal, die äußeren Kriege nicht erkläre.“ (Meisel, S. 301) Diese Ansicht erscheint laut Meisel unglaubwürdig, weil kein Marxist behauptet, alle Konflikte der Menschheit seien auf Klassenkämpfe zurückzuführen. Mosca missverstehe den marxistischen Klassenkampf als eine Auseinandersetzung zwischen arm und reich und komme durch seine historischen Interpretationen zu dem Fehlurteil, klassenweise Aktionen der Masse gäbe es gar nicht bzw. wenn es sie gäbe, wären sie für die Geschichte ohne Bedeutung.
Darüber hinaus kritisiert Meisel Moscas Analyse des historischen Materialismus. Während Mosca davon ausgeht, Marx vertrete den Standpunkt, jede Entwicklung sei auf ökonomische Ursachen zurückzuführen, spielen sozioökonomische Aspekte in der marxistischen Theorie zwar tatsächlich die wichtigste Rolle der Geschichte, nicht jedoch einzige. Der historische Materialismus impliziert, dass die ökonomische Entwicklung jede andere gesellschaftliche Entwicklung beeinflusst, nicht jedoch, dass jede gesellschaftliche Entwicklung durch eine ökonomische begründet wird. Ändert sich die Produktionsweise einer Volkswirtschaft nicht, können sich andere gesellschaftliche Bereiche (etwa die Politik) sehr wohl verändern. Wirtschaftliche Entwicklungen sind anderen gegenüber lediglich dominant, nicht aber konstitutiv. Daher schlägt Moscas Versuch, den historischen Materialismus mit Hilfe historischer Beispiele zu widerlegen, die sich durch politische Verwerfungen ohne gleichzeitige ökonomische Veränderungen auszeichnen, fehl. (Meisel, S. 298–305)

## Ausgaben
- Elementi di scienza politica. Fratelli Bocca, Rom/Florenz/Turin/Mailand 1896 (gedruckt bereits im Oktober 1895[3]  bei der Tipografia della Camera dei deputati in Rom). Online
- Elementi di scienza politica. Überarbeitete und ergänzte 2. Auflage, Fratelli Bocca, Turin 1923. Online
  - The ruling class (Elementi di scienza politica). Übersetzt von Hannah D. Kahn, McGraw-Hill book company, inc., New York/London 1939.
- Elementi di scienza politica. 3., durchgesehene Auflage, Laterza, Bari 1939. Mit  einem Vorwort von Benedetto Croce.
- Elementi di scienza politica. 4. Auflage, Laterza, Bari 1947. Mit einem Vorwort von Benedetto Croce.
  - Die herrschende Klasse. Grundlagen der politischen Wissenschaft. Nach der 4. Auflage übersetzt von Franz Borkenau. Francke, Bern 1950.
- La classe politica. Herausgegeben und eingeleitet von Norberto Bobbio, Laterza, Bari 1966 (gekürzte Ausgabe der Elementi di scienza politica).[4]
- Elementi di scienza politica. In: Gaetano Mosca: Scritti politici. Kritische Ausgabe, herausgegeben von Giorgio Sola, mit einer Bibliografie der Werke Moscas,[5] Band II, S. 539–1158, UTET, Turin 1982.
- Die Politische Klasse, Band 1. Nach der 2. Auflage übersetzt von Andreas Skrziepietz. Epuli, Berlin 2020.
- Die Politische Klasse, Band 2. Nach der 2. Auflage übersetzt von Andreas Skrziepietz. Epuli, Berlin 2020.

## Belege
1. ↑  Michael Hartmann: Elitesoziologie: Eine Einführung. Campus Verlag, 2004, ISBN 978-3-593-37439-0 (google.de [abgerufen am 29. November 2016]).
2. ↑  Klaus von Beyme: Politische Theorien im Zeitalter der Ideologien: 1789-1945. Springer-Verlag, 2002, ISBN 978-3-531-13875-6 (google.de [abgerufen am 29. November 2016]).
3. ↑  Furio Ferraresi: Gaetano Mosca, in: Dizionario biografico degli Italiani, vol. 77 (2012). Online.
4. ↑  Furio Ferraresi: Gaetano Mosca, in: Dizionario biografico degli Italiani, vol. 77 (2012). Dort ist von einer „edizione ridotta“ die Rede. Online
5. ↑  Siehe etwa Giorgio Scichilone: Gaetano Mosca e la nascita della scienza politica in Italia, in: Salvatore Constantino, Claudia Giurintano, Fabio M. Lo Verde (Hg.): Letture e riletture sulla Sicilia e sul Meridione, FrancoAngeli, Mailand 2015, S. 194–211, hier: S. 210.